# Andromaqi Gjergji
Andromaqi Gjergji (ur. 20 maja 1928 w Korczy, zm. 8 lipca 2015 w Tiranie) – albańska etnolożka, członkini Akademii Nauk Albanii.

## Życiorys
Szkołę średnią ukończyła w rodzinnej Korczy. W 1949 ukończyła studia filologiczne w Instytucie Pedagogicznym w Tiranie i rozpoczęła pracę w sekcji etnograficznej Instytutu Nauk. Po utworzeniu Uniwersytetu Tirańskiego ukończyła studia historyczne. Pracowała w Instytucie Kultury Ludowej, specjalizując się w historii albańskich ubiorów. W 1982 obroniła pracę doktorską, a w 1993 uzyskała tytuł profesorski. Była pierwszą w historii Albanii kobietą, która w 1999 została członkiem Akademii Nauk Albanii. 
W swoim dorobku naukowym posiadała ponad 130 publikacji, w tym siedem książek. Większość publikacji była związana z zagadnieniami kostumoznawczymi, była także współautorką Historii sztuki albańskiej. Zmarła w roku 2015. Została uhonorowana tytułem Mjeshter i Madh i Punes (Wielki Mistrz Pracy). Imię Andromaqi Gjergji nosi jedna z ulic w Korczy.

## Publikacje
- 1976: Etnografia shqiptare (Etnografia albańska)
- 1988: Veshjet Shqiptare në Shekuj: Origjina Tipologjia Zhvillimi (Ubiory albańskie przez wieki: źródła, typologia, rozwój)
- 1989: Veshje popullore (Stroje ludowe)
- 2001: Ligjërata për etnologjinë shqiptare
- 2002: Mënyra e jetesës në shekujt XIII–XX